# Ken Bugul
Ken Bugul, pseudonyme de Mariètou Mbaye Bileoma, née en 1947 à Malem-Hodar, dans la région de Kaffrine, est une écrivaine sénégalaise. En wolof, Ken Bugul signifie « celle dont personne ne veut ».

## Biographie
Ken Bugul nait en 1947 à Malem-Hodar dans une famille nombreuse. Dernière née de la famille avec un père polygame âgé de 85 ans à sa naissance, Ken Bugul s'est sentie comme exclue de sa famille.

### Enfance
Ken Bugul est née en 1947 dans un village isolé du Sénégal, qui était encore une colonie française à l’époque. Lorsqu’elle était âgée de 5 ans, sa mère l’abandonne pendant un an pour vivre dans un autre village afin que ses frères puissent aller à l’école. Cet abandon est un déchirement qu’elle rapporte comme étant à l’origine de son besoin d’écrire. Elle fait allusion à ce traumatisme dans plusieurs de ses romans, notamment dans De l’Autre Côté du Regard. Durant l'absence de sa mère, elle reste auprès de son père qui est alors âgé de 85 ans. Polygame, il a plusieurs épouses et elle se trouve ainsi plus jeune que tous ses neveux et nièces. Tout le monde l’appelle grand-père et elle finit par faire de même.
Elle découvre par la suite l’école en « auditrice libre » en traversant la rue qui sépare sa maison d’un établissement scolaire afin de se glisser au fond de la classe, et d’écouter. Toutefois, cette expérience d’ouverture sur le monde provoque un nouveau déchirement : elle se retrouve en décalage avec ses sœurs et sa mère qui, dans cette famille traditionnelle, n’ont pas eu accès à l’éducation comme elle. De plus, elle déplore fréquemment cette déstabilisation du fait d’apprendre l’histoire stéréotypée de « ses ancêtres les gaulois » qui lui ont donné un goût prononcé pour l’Europe et le rêve illusoire de l’Occident,.

### Jeunesse en Europe
Après avoir poursuivi ses études secondaires au lycée Malick Sy de Thiès, elle réussit son entrée à Institut des langues de l’université de Dakar où elle passe une année. Elle obtient ensuite une bourse d’études OCDE pour la Belgique en 1971. Elle y découvre de nouvelles idéologies, des réflexions sur les libertés, des espaces culturels et l’art moderne mais également la drogue et l’alcool, le racisme, l’exclusion, et la prostitution. Elle retrace plus tard cette période difficile de sa vie dans Le Baobab Fou.
En 1973, elle rentre brièvement au Sénégal où elle décroche une bourse d’études pour suivre une formation à l’Institut National de l’Audiovisuel de Paris. Là-bas, elle a une liaison durant 5 années avec un homme bourgeois qui lui cache qu'il est marié et l'empêche de nouer des relations avec des personnes noires de sa communauté. Lorsqu'il divorce et perd son emploi, il devient violent et la maltraite physiquement et psychologiquement, et finit par la faire interner à l’hôpital Sainte-Anne. Elle finit par faire une tentative de suicide. Elle raconte son enfer dans le roman Cendres et Braises,.

### Retour en Afrique
En 1981, Ken Bugul souhaitant retrouver ses racines, elle rentre au Sénégal à l'âge de 34 ans. Sans le sou et célibataire, ce qui est pris pour un signe d'échec par sa communauté, elle est rejetée par sa famille, mais rencontre un serigne, dignitaire religieux érudit et respecté dans son village qui devient son guide spirituel et l'encourage à écrire. Ensemble, ils parlent de géographie et d'histoire et par la suite, elle devient sa vingt-huitième épouse à l'âge de 32 ans. Elle entame alors son œuvre écrite, un triptyque autobiographique.
En 1984, elle publie Le Baobab fou et choisit le pseudonyme de « ken bugul », qui signifie « Celle dont personne ne veut » en woloof. Le roman retrace sa vie à Paris. Cendres et braises publié en 1994, aborde la problématique des violences conjugales.
L'expérience de son retour à ses racines et son mariage polygame est relatée dans son livre Riwan ou le chemin de sable. Le livre obtient le Grand Prix littéraire d’Afrique noire en 1999. Ses livres questionnent la place des femmes afrodescendantes dans les sociétés occidentales et africaines et la question de la perte de ses racines dans le processus d'assimilation
Son mari serigne meurt avant la sortie de son premier livre. Durant la promotion de son livre, elle rencontre un médecin béninois qui devient son époux. Elle s'installe alors avec lui au Bénin.
Elle se réconcilie avec sa mère peu avant que cette dernière décède en 1985. Elle travaille ensuite dans l'ONG International Planned Parenthood Federation (IPPF), et elle voyage au Kenya, au Congo et au Togo.
Après la mort de son deuxième mari, elle vit principalement dans leur maison à Porto-Novo au Bénin, où cessant ses activités publiques, elle continue d’écrire et publie : La Folie et la mort et De l’autre côté du Regard. Elle associe son écriture à un besoin thérapeutique. Parallèlement, elle anime des ateliers d’écriture en Guinée et au Sénégal, pour des élèves, des chômeurs et en France pour des détenus,.
Son travail d'écriture, régulièrement loué, la mène sur la voie de l'apaisement : « La vie, c’est une bonne dose de folie et beaucoup d’humilité, dit-elle simplement. La folie n’est pas négative. Elle permet de se libérer. L’humilité est essentielle. Être humble, c’est être attentif au monde, à ce qui nous entoure. Et garder tous ses sens en éveil ».
Ken Bugul a écrit un texte pour l'exposition post-coloniale When we see us  dans la section thématique « Repos ».

## Langue d'écriture
Les livres de Ken Bugul sont tous rédigés en français, langue dans laquelle elle a été scolarisée. Elle ne questionne pas son identité linguistique. Écrire en wolof ne l'a pas tenté car, selon elle, cela ne lui permet pas de toucher davantage de lecteurs puisqu'au Sénégal, il y a plusieurs langues dites nationales. De fait, elle souhaiterait plutôt que des ouvrages africains soient traduits en langues africaines et adaptés au cinéma ou au théâtre afin d'élargir son lectorat aux personnes analphabètes.

## Distinctions
- Commandeure de l'ordre des Arts et des Lettres

## Œuvres
- Ken Bugul, Le Baobab Fou, Grand Livre, 2010 (ISBN 978-2-708-70803-7).
- 1994 : Cendres et Braises[10].
- 1999 : Riwan ou le chemin de sable, Grand prix littéraire d'Afrique noire[11].
- 2000 : La Folie et la Mort[12]
- 2003 : De l'autre côté du regard[13]
- 2005 : Rue Félix-Faure[14]
- 2006 : La Pièce d'or[15]
- 2008 : Mes hommes à moi[16]
- 2014 : Aller et Retour[17]
- 2014 : Cacophonie[18]
- 2022 : Le Trio Bleu[19]

## Œuvres traduites
- Le Baobab fou :
  - The Abandoned Baobab (États-Unis)
  - Die Nacht des Baobab : Unionsverlag (Suisse)
  - Die Gekke Baobab (Pays-Bas)
    - El Baobab que Enloqueció (Espagne)

- Riwan ou le Chemin de sable :
  - Riwan o el camino de Arena (Espagne)
  - La ventottesima Moglie (Italie)
  - Rivan oder der Sandweg (Allemagne)
  - Riwaan ali Peščena pot (Slovénie)

- La Folie et La Mort
  - El Cobre : La Locura y la Muerte (Espagne)
- De l’autre côté du regard :
  - Dall’altra parte del cielo (Italie)
  - Éditions PIW (Pologne)

- Rue Félix Faure :
  - Édition PIW (Pologne)
- La Pièce d’or :
  - Castoldi Baldini Dalaï: La Moneta d’Oro (Italie)
- Cacophonie
  - Cacofonía (Editions Trabe, Asturies)

#### en français
- Christian Ahihou, Ken Bugul. La langue littéraire, L'Harmattan, Paris, 2013, 156 p.  (ISBN 9782336293134)
- Ajoke Mimiko Bestman, « Le womanisme et la dialectique d’être femme et noire dans les romans de Ken Bugul et Gisèle Hountondji », Littérature, Langues et Linguistique, vol. 2, no 2, 2014, [lire en ligne]
- Carine Bourget et Irène Assiba d'Almeida, « Entretien avec Ken Bugul », French Review – Champaign, 2003, vol. 77, part 2, p. 352-363
- Elodie Carine TANG, Le roman féminin francophone de la migration: émergence et identité, Paris, France, l’Harmattan, 2015.
- Emmanuel TCHOFFOGUEU et Romuald FONKOUA, Les Romancières africaines à l’épreuve l’invention de la femme : essai d’analyse du nouveau discours romanesque africain au féminin (Calixte Beyale, Ken Bugul, Malika Mokeddem), Strasbourg, France, Université de Strasbourg, 2009.
- Fabrice Hervieu-Wane, « Ken Bugul. Liberté, elle écrit son nom », dans Dakar l'insoumise, Éditions Autrement, Paris, 2008, p. 18-23
- Frédérique DONOVAN, La lettre, le théâtral et les femmes dans la fiction d’aujourd’hui, Ken Bugul, Marie Ndiaye et Pascale Rose, l’Harmattan, 2013
- Immaculada Diaz Narbona, « Une lecture à rebrousse-temps de l'œuvre de Ken Bugul : critique féministe, critique africaniste », Études françaises, vol. 37, no 2, 2001, p. 115-131 (lire en ligne)
- C. Mazauric, « Fictions de soi dans la maison de l'autre (Aminata Sow Fall, Ken Bugul, Fatou Diome) », Dalhousie French Studies, 2006, vol. 74-75, p. 237-252
- Mahougnon Kapko, Créations burlesques et déconstruction chez Ken Bugul, Cotonou, Éditions des Diasporas, 2001, 76 p.  (ISBN 9991992804)
- V. Thorin, « Ken Bugul et Alain Mabanckou distingués », Jeune Afrique, 1999, no 2030, p. 12
- Danielle Valla K. KWENTE, "Récit de soi et latence langagière dans Mes hommes à moi de Ken Bugul", USA, American Research Institute for Policy Development, ( IJLL), 2019, vol. 7, n°1, p.114-120.

#### en anglais
- (en) Faustine Boateng, At the Crossroads: Adolescence in the Novels of Mariama Bâ, Aminata Sow Fall, Ken Bugul and Khadi Fall, Howard University, septembre 1995
- (en) Ayo Abiétou Coli, « Autobiography or Autojustification: Reading Ken Bugul’s "Le Baobab fou" », The Literary Griot, 1988, n° 11.2, p. 56-69*(en) S. Edwin, « African Muslim Communities in Diaspora: The Quest for a Muslim Space in Ken Bugul's "Le Baobab fou" », Research in African Literatures, 2004, vol. 35, part 4, p. 75-90
- (en) Jeanne-Sarah de Larquie, Emerging Perspectives on Ken Bugul: From Alternative Choices to Oppositional Practices, Africa Research & Publications, 2009, 388 p.  (ISBN 978-1592216734)
- (en) M. Mielly, « Filling the Continental Split: Ken Bugul’s Le Baobab fou and Sylvia Molloy’s En Brève carcel », Comparative Literature, 2000, n° 54.1, p. 42-57
- (en) E. Mudimbe-Boyi (et al.), « The poetics of exile and errancy in “Le Baobab fou” by Ken Bugul and “Ti Jean L'Horizon” by Simone Schwarz-Bart: Poetics of the archipelago: transatlantic passages », Yale French Studies, 1993, n° 83, p. 196-212
- (en) Susan Stringer, « Innovation in Ken Bugul’s "Le Baobab Fou" », Cincinnati Romance Review, 1991, no 10, p. 200-207

### Filmographie
- Ken Bugul, court métrage de Seynabou Sarr, 2000, 13'
- Interview dans La Grande Librairie à Dakar, émission spéciale de la Semaine de la langue française, diffusée sur France 5 le 19 mars 2009
- VOSER Silvia, Ken Bugul Personne n'en veut, documentaire, Waka Films SA, 2013, 62'